# Kucsera Ferenc
Kucsera Ferenc (Léva, 1892. szeptember 23. – Szentendre, 1919. június 25.) szentendrei római katolikus káplán, vértanú.

## Élete
Szülei szerény sorsú emberek voltak, akik örömmel látták korai vonzódását a papi pálya iránt, s minden erejükkel támogatták.
1915. június 21-én szentelték pappá, majd ledoktorált. Még ebben az évben Szentendrére került, mint segédlelkész. A hívek nagyon gyorsan megszerették, még a katolikus körökön kívül is megkülönböztető tisztelet övezte. Négy évi papi szolgálat után a Tanácsköztársaság terrorjának az áldozata lett.

## Vértanúsága
Szentendrén 1919-ben az ellenforradalmárok szervezett, összehangolt akcióval akartak fellépni a vörösök ellen, amelyre június 24-én kerítettek sort. A fegyveres akció kezdetére harangzúgással adtak jelt. Mivel Szentendrén a vörösök egy része is szervezett ellenforradalmár volt, a megtorlásra Budapestről küldtek egy 17 tagú terrorkülönítményt. A vörösőrség épületében, amely a Duna-parton lévő Weresmarty-villában volt, összeírták az ellenforradalmárok névsorát. Bár Kucsera Ferenc nem vett részt a szervezkedésben, és a listán sem szerepelt először a neve, Jancsik Károly, a kerületi vörösparancsnok már felhívta a megbízott parancsnok (Chudy Ferenc, 22 éves budapesti pincér) figyelmét a káplánra, és így a népszerű pap neve a lista élére került, és érte mentek először.  
A parancsnok emberei és négy pomázi direktóriumi tag jelent meg Kucsera lakásán. Azt akarták megtudni tőle, hogy ki adta oda a templom kulcsát a harangozáshoz és ki harangozott. Mivel a káplán a többszöri halálos fenyegetőzésre sem beszélt (a kulcsot a plébános kezelte, a harangot pedig egy nyolc gyermekes kőműves húzta meg), a pártházba vitték, ahol a vörös tisztek minden ítélet nélkül kijelentették, hogy meg kell halnia. Azonnal a Duna-partra kísérték és négy önként jelentkező katona agyonlőtte. A hivatalos ítéletet utólag, másnap írták meg, mert a pomázi direktóriumi tagoknak is alá kellett írniuk a budapesti küldötteken kívül. 

## Emlékezete
Kucsera Ferenc holttestét egy napig a kivégzés helyén hagyták, majd szertartás és koporsó nélkül hányták rá a földet a temető árkában. A sírt a következő reggel virágerdő borította, amit a helyi lakosság vitt oda titokban. A temetőárokból 1921-ben emelték ki Kucsera testét, és az alsó temetőbe helyezték, ahol már síremléket is kapott. A szentendrei lakosság gondozta titokban a sírt, állandó virágtakaróval fedve azt be. 1929-ben, az alsó temető szanálása miatt ismét exhumálták, és ekkor már a szentendrei kálváriára szállították, és itt a többi szentendrei paptestvére mellett talált végső nyugvóhelyet. Síremlékét Zászlós István készítette el.
Halálának helyét egy fakereszttel jelölték meg a helybeliek, amelyet az 1950-es években eltüntettek. Ennek helyére egy kis öntöttvas emlékkeresztet állítottak 1993-ban. Tiszteletére egy utcát is elneveztek róla Szentendrén és egy emléktáblája is megtalálható a Péter Pál utcában. Halálának 100. évfordulója alkalmából Szentendrén 2019-ben Kucsera emlékévet tartanak. Nevét viseli Szentendre egyik cserkészcsapata is.
Boldoggá avatási eljárása folyamatban van.
Boldoggá avatási folyamatát elősegítendő született meg a Tekintetek (Faces) című kisjátékfilm.
A mártírhalált szenvedett szentendrei római katolikus káplán, Kucsera Ferenc utolsó három napját feldolgozó film, a Tekintetek nyerte a kisjátékfilmek versenyét a Mirabile Dictu – Nemzetközi Katolikus Film Fesztiválon Rómában, Vatikánban.